# 日本スポーツ振興センター
独立行政法人日本スポーツ振興センター（にほんスポーツしんこうセンター、英: Japan Sport Council 、略称: JSC）は、日本のスポーツ振興を目的として設置された独立行政法人（中期目標管理法人）。
現在、芦立訓が理事長を務める（2021年1月1日に就任）。独立行政法人日本スポーツ振興センター法（平成14年法律第162号）及び独立行政法人通則法 （平成11年法律第103号）を根拠とし、文部科学省が所管する。なお、災害共済給付事業等の所掌については、こども家庭庁の発足を機に文部科学省から内閣府に移管され、これに伴い、学校事故時の災害共済給付事業に関する主務省庁は内閣府（こども家庭庁）となっている。

## 概要
2003年（平成15年）10月1日、それまでの日本体育・学校健康センターの業務等を承継するかたちで設立された。2023年（令和5年）4月1日現在の資本金（全額国からの出資金）は2573億5500万円となっている。
本法人の業務は、国立競技場や味の素ナショナルトレーニングセンターなど大規模なスポーツ施設の運営、ハイパフォーマンス・スポーツの競技水準の向上を支えるためのスポーツ医・科学の研究と支援、スポーツ振興くじ（toto）の販売とスポーツ振興助成金の交付、スポーツインテグリティの促進などのスポーツ関連事業を中心に、災害共済給付制度の運営や小中学校や幼稚園・保育所等における安全・健康保持の普及などの事業が実施されている。
なお、本法人が保有する国立競技場や秩父宮ラグビー場などの大規模スポーツ施設に関しては、管理運営を民間企業に委ねる方向性が国によって打ち出されており、2023年（令和5年）現在、新秩父宮ラグビー場の建設・運営、国立競技場の維持管理・運営業務について、 民間の資金と経営能力・技術力（ノウハウ）を活用し、公共施設等の設計・建設・改修・更新や維持管理・運営を行う公共事業の手法である、PFIプロジェクトが進行中である。
このうち、秩父宮ラグビー場移転・建設のPFIプロジェクトに関しては、文部科学省が策定した本法人の第5期中期目標（2023年・令和5年2月策定）において、民間事業化に関する事項に加えて、「神宮外苑地区地区計画の枠組みの中で、着実に推進する」ことが、文科省から本法人に対して指示されている。
本法人の歴代理事長は、初代が雨宮忠、2代目が小野清子、3代目が河野一郎、4代目が大東和美 、5代目が芦立訓となっている。かつては、本法人の理事長が全国学校給食会連合会の理事長も兼任していたが、現在は兼任は行われていない。
2023年度のサッカーくじの収益などを原資としたスポーツ振興くじ助成金の総額は、約172億円となっている。

### 業務内容
- 国立競技場の運営及びスポーツの普及・振興に関する業務
- スポーツ科学・医学・情報研究業務
- ナショナルトレーニングセンターの管理・運営業務
- スポーツ振興のための助成業務
- スポーツ振興投票等業務
- 災害共済給付及び健康安全普及業務

### 批評
日本スポーツ振興センターは文部科学省の独立行政法人であり、役員には文部省（現文部科学省）、大蔵省（現財務省）といった中央省庁からの、いわゆる天下り官僚がいる。2014年10月1日時点で、7名の役員のうち2名が文部科学省からの出向であった。
また、日本スポーツ振興センターの年2回ある助成審査委員会の会議は全報道機関に公開されていたが、2007年4月5日の会議から運動記者クラブのみに限定されたとして批判がある。
そして、学校管理下での事故などが原因で死傷した児童・生徒に対する災害共済給付金の支給も行っている。しかし、給付対象となるかどうかは事故などの発生が学校管理下か否かで決まるため、いじめを苦にした学生が自殺した場合に学校内で自殺したか否かによって取り扱いが異なることになる。

## 沿革

### 関連前史
- 1955年（昭和30年）：日本学校給食会設立
- 1958年（昭和33年）：国立競技場（特殊法人）設立
- 1960年（昭和35年）：日本学校安全会設立
- 1982年（昭和57年）：日本学校健康会設立 （日本学校給食会と日本学校安全会の統合による発足）
- 1986年（昭和61年）：日本体育・学校健康センター設立（特殊法人国立競技場と日本学校健康会の統合による発足）
- 1990年（平成2年）：スポーツ振興基金部を設置
- 1999年（平成11年）：スポーツ振興投票部を設置
- 2001年（平成13年）：国立スポーツ科学センターを設置

### 日本スポーツ振興センター
- 2002年（平成14年）：「独立行政法人日本スポーツ振興センター法」（平成14年法律第162号）が公布
- 2003年（平成15年）：独立行政法人日本スポーツ振興センター設立
- 2008年（平成20年）：ナショナルトレーニングセンターを設置
- 2009年（平成21年）：文部科学省から国立登山研修所の管理運営を任される

## 運営施設
日本スポーツ振興センターが運営する主な施設は以下の通りである。
- 国立競技場
  - 国立霞ヶ丘競技場
    - 国立霞ヶ丘競技場・陸上競技場（通称：国立競技場、旧国立競技場） - 1958年竣工、2015年解体。東京都新宿区霞ヶ丘町10番2号[13]。
    - 国立競技場（建設時の名称は新国立競技場） - 2019年竣工。東京都新宿区霞ヶ丘町10番1号[14]。
    - 秩父宮ラグビー場 - 東京都港区北青山二丁目8番35号[13]
    - 秩父宮記念スポーツ博物館・図書館 - 東京都新宿区霞ヶ丘町10番2号[13]。1959年開設。旧国立競技場の解体・改築に伴い、2014年5月7日から休館中[15]。

  - 国立代々木競技場 - 東京都渋谷区神南二丁目1番1号[13]
    - 第一体育館（通称：代々木第一体育館）
    - 第二体育館（通称：代々木第二体育館）
- ハイパフォーマンススポーツセンター
  - 国立スポーツ科学センター
    - 西が丘サッカー場（味の素フィールド西が丘） - 東京都北区西が丘三丁目15番1号[13]
    - 戸田艇庫 - 埼玉県戸田市戸田公園4番9号[13]

  - ナショナルトレーニングセンター（味の素ナショナルトレーニングセンター） - 東京都北区西が丘三丁目15番1号[13]
- 国立登山研修所 - 富山県中新川郡立山町芦峅寺字ブナ坂6番地[13]

## 法人概要
- 法人事務所（外苑事務所・西が丘事務所の２か所）
- 法人登記上は、主たる事務所の所在地は東京都新宿区霞ヶ丘町4番1号であるが、東京都北区西が丘のハイパフォーマンス・スポーツセンター（HSPC)にも、トップアスリートや競技団体を支えるハイパフォーマンス戦略、国際情報・分析、産学連携等の本部事務組織が配置され、JSCの法人事務所は、外苑事務所・西が丘事務所の二眼レフ体制である。オリンピックスポーツ・パラリンピックスポーツの一体的な支援、アスリートファーストを重視する観点などから、近年では、西が丘事務所のウェイトが急速に増大している。
  - 外苑事務所 東京都新宿区霞ヶ丘町4番1号
    - 外苑事務所は国立競技場に隣接しているが、同競技場が2019年（令和元年）までに改築・拡大されることを受けて明治神宮外苑地区の南寄りに移転、同じく移転が必要となる日本青年館と一体の施設として新築された[16][17]。神宮外苑地区は東京都風致地区条例により建物の全高規制（15メートルまで）がされているが、センターの提案を受け、都が「地区再整備計画」をまとめた際にお手盛りで、高層建築物が存在出来るようにこの規制を緩和していたことが判明した。当時、旧ビル自体は竣工から20年しか経過していなかった[18]。

  - 西が丘事務所 東京都北区西が丘三丁目15番1号
    - 西が丘事務所は、西が丘地区に展開するHPSCの機能と一体化して、日本のトップスポーツを支える上で不可欠な戦略の策定、情報収集・分析のセンターとなっており、JOCやJPSAなどとの連携の下で、日本の競技力向上を支える極めて重要な役割を果たしている。

- 支所所在地 
  - 仙台支所 宮城県仙台市青葉区上杉1-5-15 日本生命仙台勾当台南ビル8階
  - 名古屋支所 愛知県名古屋市中村区那古野1-47-1 名古屋国際センタービル16階
  - 大阪支所 大阪府大阪市北区梅田1-11-4 大阪駅前第4ビル7階
  - 広島支所 広島県広島市中区基町9-32 広島市水道局基町庁舎10階
  - 福岡支所 福岡県福岡市中央区天神4-8-15 福岡ガーデンパレス4階
- 役員（2021年1月1日現在）
  - 理事長 芦立訓（2021年1月1日就任：元・文部科学審議官）
  - 理事 岸千秋（2019年10月1日就任：元・独立行政法人日本スポーツ振興センター総務部長）
  - 理事 松坂浩史（2020年10月1日就任：元・文部科学省高等局私学助成課長）スポーツ振興投票等業務担当
  - 理事 勝田隆（2017年7月11日就任：元・独立行政法人日本スポーツ振興センターハイパフォーマンスセンター長兼国立スポーツ科学センター長）
  - 理事 大西達也（2020年12月1日就任：元・日本政策投資銀行審議役）
  - 監事（常勤） 小林順治（2016年8月1日就任：元・上智大学経営学部教授）
  - 監事（非常勤） 大橋玲子（2015年10月1日就任：監査法人八雲代表社員）
- 役職員数と総人件費（2016年度報告）
  - 役員 常勤：6名、非常勤：1名
  - 職員 常勤：332名、在外：2名、非常勤：174名
  - 総人件費 63億419万6千円（給与、賞与、報酬、退職引当、福利厚生の合計）
- 資本金：資本金は政府出資金により賄われており、2016年度末の残高は2,476億9,432万3,693円（2016年度末貸借対照表）
- 主務大臣：文部科学大臣

## 財務状況
- 運営費交付金
  - 2003年度：30億9778万9000円（2003年度決算）
  - 2004年度：50億8582万7000円（2004年度決算）
  - 2005年度：50億2256万3000円（2005年度決算）
  - 2006年度：47億8215万1000円（2006年度決算）
  - 2007年度：53億7493万1000円（2007年度決算）
  - 2008年度：70億7100万1000円（2008年度決算）
  - 2009年度：60億2628万5000円（2009年度決算）
  - 2010年度：59億4500万0000円（2010年度予算）
- 施設整備費補助金
  - 2003年度：7億1725万5000円（2003年度決算）
  - 2004年度：7億2723万0000円（2004年度決算）
  - 2005年度：6億1777万8000円（2005年度決算）
  - 2006年度：29億4713万4750円（2006年度決算）
  - 2007年度：15億0635万1000円（2007年度決算）
  - 2008年度：18億2135万3050円（2008年度決算）
  - 2009年度：26億5938万7200円（2009年度決算）
  - 2010年度：38億1500万0000円（2010年度予算）

以上のように運営費の一部は国民の税金によって賄われている。
- 当期純損失または純利益
  - 2003年度純損失：10億3176万4297円（2003年度決算）
  - 2004年度純損失：168億7748万8186円（2004年度決算）
  - 2005年度純損失：120億1734万9250円（2005年度決算）
  - 2006年度純利益：35億4184万8437円（2006年度決算）
  - 2007年度純利益：150億2358万7526円（2007年度決算）
  - 2008年度純利益：127億8765万0498円（2008年度決算）
  - 2009年度純利益：20億8731万5559円（2009年度決算）

ただし、2006年度には債務免除益60億円が含まれる。
- 国庫納付金
  - 2006年度：4842万5647円（2006年度決算）
  - 2007年度：7億2776万4632円（2007年度決算）
  - 2008年度：61億2951万2561円（2008年度決算）
  - 2009年度：80億1805万7358円（2009年度決算）